# Ivo Latin
Ivo Latin (Ozalj, 1929 - 2 maart 2002)  was een Kroatisch politicus. Van 1978 tot 1982 was hij burgemeester van Zagreb en van 1988 tot 30 maart 1990 president van de Socialistische Republiek Kroatië.
In zijn jeugd trad hij toe tot de Liga van Communisten van Kroatië. In 1957 studeerde hij af aan de Faculteit der Rechtsgeleerdheid van de Universiteit van Zagreb. In de periode 1978-1982 bekleedde hij de functie van voorzitter van de gemeenteraad (burgemeester) in Zagreb. In het laatste jaar van zijn mandaat was hij tevens directeur van de verzekeringsmaatschappij "Croatia osiguranje".
In 1984 werd hij voorzitter van het Parlement en in 1986 trad hij toe tot het bestuur van de SR Kroatië. In 1988 werd hij ten slotte president van de SR Kroatië. In 1990 hield men voor het eerst democratische verkiezingen, deze werden gewonnen door Franjo Tuđman die op 30 maart 1990 de presidentspost overnam van Latin.
Latin overleed op 2 maart 2002 aan de gevolgen van een hartaanval.